# Investiční management
Investiční management, také správa aktiv (anglicky asset management), je profesionální správa různých cenných papírů (akcie, dluhopisy, atd) a aktiv (např. nemovitosti) s cílem přinést investorům specifické užitky. Investoři mohou být instituce (pojišťovny, penzijní fondy, firmy atd.) nebo soukromí investoři (oba typy mohou investovat buď přímo, nebo zprostředkovaně přes instituce kolektivního investování např. investiční fondy, burzovně obchodovatelné fondy – ETF).
Pojem správa aktiv (asset management) je často užíván v souvislosti s kolektivním investováním, zatímco všeobecnější správa fondů se může používat ve spojení se všemi formami institucionálního investování, stejně tak jako správa investic pro soukromé investory. Investiční správci, kteří se specializují na poradenství nebo klientskou správu aktiv v zastoupení soukromých investorů, mohou často odkázat na jejich služby jako jsou služby v oblasti správy majetku (wealth management) nebo správa portfolia v souvislosti s tzv. privátním bankovnictvím.
Zajišťování služeb investičního managementu zahrnuje prvky finanční analýzy, výběru aktiva, akcií, realizace plánů a sledování probíhajících investic. Investiční management je rozsáhlá a důležitá globální činnost, která sama o sobě zodpovídá za správu trilionů dolarů, eur, liber a jenů po celém světě.

## Rozsah činnosti
Podnikání investičního managementu má několik aspektů obsahujících zaměstnávání profesionálních správců fondů, průzkum (jednotlivých instrumentů a tříd instrumentů), obchodování, vypořádávání, marketing, interní audit a příprava zpráv pro klienty. Největšími finančními manažery fondů jsou společnosti, které potvrzují jejich požadovanou komplexnost služeb. Kromě obchodníků a přímých investorů (manažerů fondů) jsou zde také spolupracující zaměstnanci (k zajištění souhry s legislativními a regulatorními požadavky), interní auditoři nejrůznějších druhů (k prověřování interních systémů a kontrol), finanční kontroloři (k účtování peněz společnosti a jejích nákladů), počítačoví experti a zaměstnanci „back office“ (ke spárování a zaznamenání transakcí až pro tisícovky klientů dané společnosti).

## Klíčové problémy tohoto podnikání
Klíčové problémy zahrnují:
- výnosy jsou přímo závislé na vývoji trhu, významný propad ceny instrumentu způsobuje strmý pokles výnosů, relativně k nákladům
- nadprůměrný výkon fondu je těžko udržitelný, klienti nemusí být trpěliví během slabších výkonů
- úspěšní správci fondů mohou být cílem headhunterů konkurenčních společností
- nadprůměrný výkon fondu se zdá být závislý na jedinečných schopnostech správců fondu, avšak klienti neradi sázejí jejich investice na dovednosti několika jednotlivců, klienti raději vidí úspěch celé společnosti, odpovídající filosofii dané společnosti a interní disciplíně.
- analytici, kteří vytvářejí nadprůměrné zisky často dostávají dostatečně vysoké finanční ohodnocení, aby se předešlo situaci, že by se analytici rozhodli spravovat pouze vlastní portfolia

## Rozsah globální činnosti managementu fondů
Běžná aktiva pod správou managementu fondů klesla v roce 2008 o 19 %, na 61,6 trilionů dolarů. Penzijní aktiva sčítají z celku 24 trilionů dolarů, s 18,9 trilionů dolarů investovanými v investičních fondech a 18,7 trilionů dolarů ve fondech pojišťoven. Společně s alternativními aktivy, fondy bohatých privátních klientů, činila aktiva činnosti globálního managementu fondů ke konci roku 2008 90 trilionů dolarů, která v roce 2009 spadla o 17 %. Pokles nastal v roce 2008 po pěti úspěšných letech růstu, kdy se aktiva za tuto dobu více než zdvojnásobila. Propad na kapitálových trzích, slabý investiční výkon, redukce přílivu nových fondů, výstup klientů z investic, to vše vedlo k pádu v roce 2008.

### Největší společnosti světa spravující aktiva
|                                                                             |      | 2021  | 2021      | 2021 | 2021   | 2020 | 2020     | 2019 | 2019     | 2018 | 2018     | 2009 | 2009     | 2006 | 2006     | 2002 | 2002     |
| WTW                                                                         | WTW  | Yahoo | Yahoo     | WTW  | WTW    | WTW  | WTW      | WTW  | WTW      | WTW  | WTW      | WTW  | WTW      | WTW  | WTW      |      |          |
| Společnost (zkratka)                                                        | Stát | #     | AUM       | #    | AUM    | #    | AUM      | #    | AUM      | #    | AUM      | #    | AUM      | #    | AUM      | #    | AUM      |
| --------------------------------------------------------------------------- | ---- | ----- | --------- | ---- | ------ | ---- | -------- | ---- | -------- | ---- | -------- | ---- | -------- | ---- | -------- | ---- | -------- |
| Affiliated Managers Group, Inc.                                             | US   |       |           | 15   | 0,777  |      |          |      |          |      |          |      |          |      |          |      |          |
| Allianz Group                                                               | DE   | 6     | 2,954432  |      |        | 5    | 2,934265 | 5    | 2,539842 | 5    | 2,242972 | 3    | 1,859351 | 5    | 1,707665 | 2    | 1,037000 |
| Amundi                                                                      | FR   | 10    | 2,332454  | 5    | 2,14   | 10   | 2,126391 | 10   | 1,617280 | 8    | 1,714466 |      |          |      |          |      |          |
| AXA Group                                                                   | FR   |       |           |      |        |      |          |      |          | 10   | 1,628579 | 6    | 1,453285 | 4    | 1,740000 | 7    | 0,773016 |
| Barclays Global Investors                                                   | UK   |       |           |      |        |      |          |      |          |      |          |      |          | 2    | 1,813820 | 9    | 0,745532 |
| BlackRock                                                                   | US   | 1     | 10,010143 | 2    | 8,49   | 1    | 8,676680 | 1    | 7,429632 | 1    | 5,975818 | 1    | 3,346256 | 10   | 1,124627 |      |          |
| Blackstone Inc.                                                             | US   |       |           | 13   | 0,8809 |      |          |      |          |      |          |      |          |      |          |      |          |
| BNP Paribas                                                                 | FR   |       |           |      |        |      |          | 14   | 1,257603 |      |          | 7    | 1,326730 | 15   | 0,817482 |      |          |
| Capital Group Companies, Inc.(Capital Group)                                | US   | 7     | 2,715178  | 4    | 3,1    | 7    | 2,383707 | 7    | 2,056991 | 9    | 1,677381 | 10   | 1,179695 | 7    | 1,403854 | 12   | 0,557468 |
| Citigroup                                                                   | US   |       |           |      |        |      |          |      |          |      |          |      |          |      |          | 13   | 0,534769 |
| Credit Agricole                                                             | FR   |       |           |      |        |      |          |      |          |      |          | 12   | 0,918121 |      |          |      |          |
| Credit Suisse                                                               | CH   |       |           |      |        |      |          |      |          |      |          |      |          | 11   | 1,092906 | 4    | 0,861477 |
| Deutsche Bank                                                               | DE   |       |           |      |        |      |          |      |          | 13   | 1,301633 | 8    | 1,261234 | 8    | 1,273500 | 5    | 0,804477 |
| DWS Group GmbH & Co. KGaA                                                   | DE   |       |           | 10   | 1,02   |      |          |      |          |      |          |      |          |      |          |      |          |
| Fidelity Management & Research(Fidelity Investments)                        | US   | 3     | 4,233825  | 3    | 3,69   | 3    | 3,609098 | 4    | 3,043134 | 4    | 2,424697 | 4    | 1,699106 | 6    | 1,635128 | 3    | 0,910526 |
| Franklin Resources, Inc.                                                    | US   |       |           | 7    | 1,5    | 14   | 1,497955 |      |          |      |          |      |          |      |          |      |          |
| Geode Capital Management, LLC                                               | US   |       |           | 11   | 1      |      |          |      |          |      |          |      |          |      |          |      |          |
| Goldman Sachs Group                                                         | US   | 8     | 2,470000  |      |        | 9    | 2,145000 | 9    | 1,859000 | 11   | 1,542000 | 14   | 0,871000 |      |          |      |          |
| HSBC Holdings                                                               | UK   |       |           |      |        |      |          |      |          |      |          | 15   | 0,857000 |      |          |      |          |
| ING Group                                                                   | NL   |       |           |      |        |      |          |      |          |      |          |      |          |      |          | 15   | 0,470823 |
| Invesco Ltd.                                                                | US   | 15    | 1,610915  | 9    | 1,39   |      |          |      |          |      |          |      |          |      |          |      |          |
| JPMorgan Chase, také J.P. Morgan Chase, resp. dříve J.P. Morgan Fleming     | US   | 5     | 3,113000  |      |        | 6    | 2,716000 | 6    | 2,364000 | 6    | 1,987000 | 9    | 1,252915 | 12   | 1,013729 | 14   | 0,515598 |
| Kampo                                                                       | JP   |       |           |      |        |      |          |      |          |      |          |      |          |      |          | 6    | 0,802531 |
| Legal & General Group                                                       | UK   |       |           |      |        | 11   | 1,736402 | 11   | 1,568891 | 14   | 1,288660 |      |          |      |          |      |          |
| Legg Mason, Inc.                                                            | US   | 12    | 1,917486  | 14   | 0,804  |      |          |      |          |      |          |      |          | 14   | 0,957558 |      |          |
| Mellon Financial / Bank of New York Mellon (BNY Mellon od 1. července 2007) | US   | 9     | 2,434330  |      |        | 8    | 2,210574 | 8    | 1,910000 | 7    | 1,722000 | 11   | 1,114511 | 13   | 0,995237 | 11   | 0,581000 |
| Morgan Stanley                                                              | US   |       |           |      |        | 15   | 1,474627 |      |          |      |          |      |          |      |          |      |          |
| Northern Trust                                                              | US   |       |           |      |        |      |          | 15   | 1,231300 |      |          |      |          |      |          |      |          |
| Prudential Financial                                                        | US   | 13    | 1,742326  |      |        | 12   | 1,720958 | 12   | 1,550982 | 12   | 1,377269 |      |          |      |          |      |          |
| Schroders plc                                                               | UK   |       |           | 12   | 0,9392 |      |          |      |          |      |          |      |          |      |          |      |          |
| State Street Global Advisors(State Street Global)                           | US   | 4     | 4,138172  |      |        | 4    | 3,467467 | 3    | 3,116424 | 3    | 2,511297 | 2    | 1.911240 | 3    | 1,748690 | 8    | 0,762947 |
| T. Rowe Price Group, Inc.                                                   | US   | 14    | 1,687800  | 6    | 1,69   |      |          |      |          |      |          |      |          |      |          |      |          |
| UBS Group AG (UBS AG nebo UBS)                                              | CH   | 11    | 2,124000  |      |        | 13   | 1,641000 | 13   | 1,413000 | 15   | 1,222839 | 13   | 0,875731 | 1    | 2,452475 | 1    | 1,468107 |
| Vanguard Group (Vanguard)                                                   | US   | 2     | 8,466372  | 1    | 8,5    | 2    | 7,148807 | 2    | 6,151920 | 2    | 4,866611 | 5    | 1,509119 | 9    | 1,167414 | 10   | 0,584944 |
| Wellington Management Company                                               | US   |       |           | 8    | 1,4    |      |          |      |          |      |          |      |          |      |          |      |          |

## Investiční manageři a struktura portfolií
V oboru investičního managementu jsou správci těmi, kdo investují prostředky klientů. Certifikované společnosti investičního poradenství mohou provádět hodnocení klientovo individuálních potřeb a jeho rizikového profilu. Poradce poté doporučí odpovídající investice.

## Alokace aktiv
Nejrůznější třídy aktiv jsou široce debatovány, ale základní dělení je na akcie, dluhopisy, reálná aktiva a komodity. Provádění alokace mezi tato aktiva je to, za co je investiční management placen. Třídy aktiv odpovídají dynamice trhu a různým vzájemným efektům ovlivňování. Alokace peněz prostřednictvím tříd aktiv má vliv na výkon fondu.

### Dlouhodobý výnos
Je důležité sledovat dlouhodobé výnosy různých aktiv. Například, při dlouhodobém držení (+10 let) je ve většině zemí u akcií větší výnos než u dluhopisů. Je to způsobeno tím, že akcie jsou rizikovější než dluhopisy.

### Diverzifikace
Společně s alokací aktiv musí správci fondů uvažovat diverzifikaci, která má pro daného klienta smysl a v souladu s ním stanovit investice v souladu s plánem. Takový plán naznačuje, kolik procent z daného fondu má být proinvestováno do jednotlivého titulu. Teorie diverzifikace portfolia byla v minulosti sestavena H. Markowitzem (a mnoha ostatními). Efektivní diverzifikace znamená řízení korelace mezi výnosem aktiva a rizikem.

## Investiční styly
Existuje celá řada investičních stylů, které mohou správci fondů použít. Například růstový, hodnotový, neutrálního trhu, nízké kapitalizace, indexovaný, atd. Každý z těchto přístupů má zřetelný rys a charakteristické riziko.

## Měření výkonu
Výkon fondu je testem správy fondu, v institucionálním pohledu je přesné měření nezbytností. Za tímto účelem je měření výkonu fondů prováděno managementem nebo jsou najímány externí firmy, které se tímto měřením zabývají. Přední společností zabývající se měřením výkonu (např. Frank Russell v USA) shromažďují jednotlivá data z oboru.
Typicky je hodnocení prováděno každý kvartál a bývá předložena procentní změna. Toto schéma je pak porovnáváno s podobnými fondy v oboru za účasti managementu společnosti (pro potřeby kontroly interních předpisů).
Obecně řečeno, pro investiční společnosti je pravděpodobně vhodnější přesvědčit klienty na základě hodnocení z delších period (3-5 let), kdy se vyhladí krátkodobé kolísání ve výkonech a podnikatelských cyklech. Přetrvávajícím problémem je, zda měřit před nebo až po zdanění. Po zdanění představuje výhodu pro investora, jelikož investorovo daňové postavení se může měnit. Měření před zdaněním může být matoucí, obzvláště v režimech zdaňujících kapitálové zisky (a ne nerealizované). Může tedy dojít k tomu, že úspěšní správci aktiv (měřeni před zdaněním) mohou vykazovat po zdanění špatné zisky.